# Guerra de Successió Austríaca
La Guerra de Successió Austríaca  (en el seu escenari americà anomenada Guerra del rei Jordi ) va ser un conflicte bèl·lic que va tenir lloc des de 1740 fins a 1748, desfermat per les rivalitats sobre els drets hereditaris de la Casa d'Àustria a la mort de Carles VI, emperador del Sacre Imperi Romanogermànic. A Espanya s'entronca amb la ja existent Guerra de l'orella de Jenkins amb el Regne de la Gran Bretanya.

## Origen del conflicte

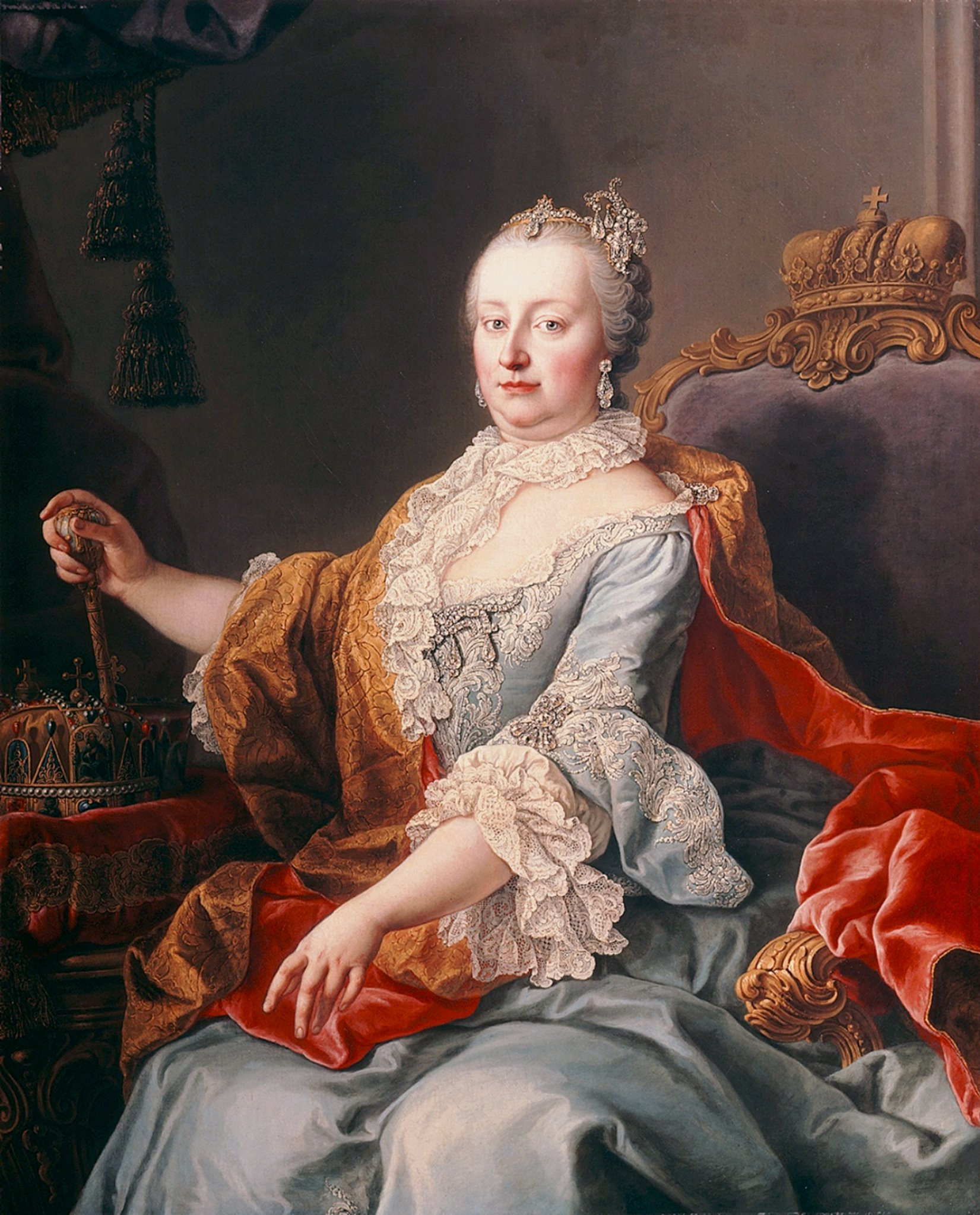
Maria Teresa I d'Àustria, reina d'Hongria i Bohèmia i Arxiduquessa d'Àustria

A causa dels interessos de Prússia, la rivalitat colonial franco-britànica, els problemes italians i l'enemistat anglo-espanyola de 1739, provocada pel contraban dels vaixells anglesos en Amèrica, la Casa d'Àustria es va convertir en el centre de la diplomàcia a la mort a 1740 de l'emperador del Sacre Imperi Romanogermànic, Carles VI i la crisi successòria.
Les estipulacions del Tractat de Westfàlia es van deixar de banda pel que fa a la restricció de no anar contra l'emperador. Abans de la seva mort, França, Prússia, Rússia, Gran Bretanya i les Províncies Unides havien garantit que la filla de Carles, Maria Teresa I d'Àustria, heretaria el tron del Sacre Imperi, però van aparèixer altres aspirants al tron: Carles Albert I de Baviera i August de Saxònia, gendres de Josep I, germà i antecessor al tron imperial de Carles VI. Volien, respectivament, Bohèmia i la Corona imperial i Moràvia. Carles Manuel III de Sardenya reclamava per a si el Milanesat, Felip V d'Espanya reclamava els ducats de Parma i Plasencia. El duc de Belle-Isle, que era el favorit de Lluís XV de França, desacreditar la política de André Hercule de Fleury i donava suport als bavaresos.
Les tensions austro-prussianes s'havien centrat en la negativa de Carles VI a l'annexió per part de Prússia dels ducats de Berg i Cleves. En ascendir al tron, Frederic II el Gran de Prússia es va disposar a executar projectes expansionistes amb la conquesta de Silèsia. Maria Teresa I havia heretat dels estats patrimonials, però amb escassos mitjans financers i militars, i no estava preparada per a una confrontació successòria, al que se sumava l'escassa lleialtat d'alguns dels seus súbdits, entre els quals sobresortien certs nobles d'Àustria, Bohèmia i Hongria. Cap dels reclamants tenia reivindicacions generals, però unides eren suficients com per acabar amb el poder dels Habsburg. Les dificultats de Maria Teresa per afirmar-se al tron austríac en virtut de la Pragmàtica Sanció del 1713 feren que dos mesos després de la mort de Carles VI, Frederic el Gran envaís i annexionà la major part de la regió de Silèsia en detriment de la Casa d'Àustria, donant pas a la Primera Guerra de Silèsia.
Si l'imperi dels Habsburg haguera format una entitat nacional, la crisi dinàstica s'hagués reduït a una qüestió austríaca exclusivament. Però tal imperi era una juxtaposició de països units només per la dinastia, la qual cosa temptava a les potències imperialistes a destruir l'hegemonia que era obstacle per als seus propis interessos.

## Desenvolupament

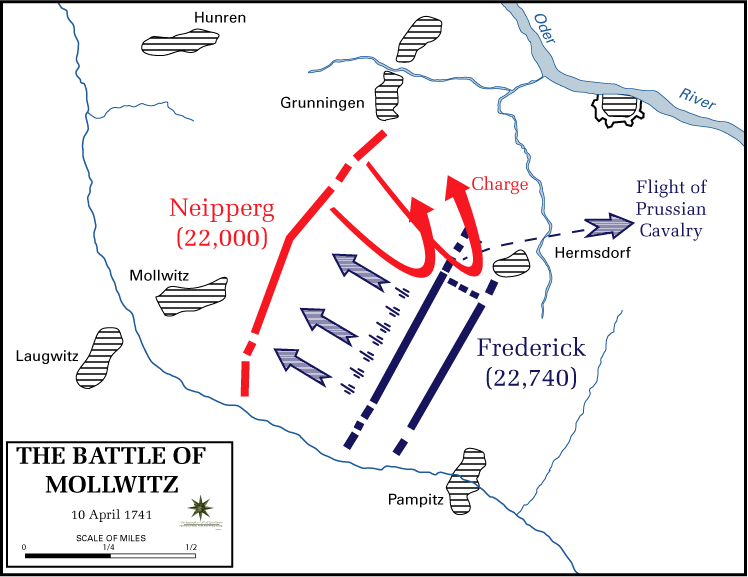
Batalla de Mollwitz

El rei de Prússia Frederic II el Gran va precipitar la guerra a l'envair i ocupar Silèsia a 1740. D'una banda hi havia l'aliança formada per Baviera, Prússia, Saxònia, França, Espanya (que estava en guerra amb Gran Bretanya des de 1739) i Sardenya. D'altra, Àustria, recolzada per les Províncies Unides i Gran Bretanya.
Les dificultats de Maria Teresa I d'Àustria per afirmar-se al tron austríac en virtut de la Pragmàtica Sanció del 1713 feren que dos mesos després de la mort de Carles VI, Frederic el Gran envaís i annexionà la major part de la regió de Silèsia en detriment de la Casa d'Àustria, donant pas a la Primera Guerra de Silèsia. Frederic va conduir el seu exèrcit a la victòria de la batalla de Mollwitz en abril de 1741 i va signar una aliança contra Àustria amb França. Carles Albert de Baviera, gendre de l'emperador Josep I va rebutjar la Pragmàtica Sanció i va reclamar els territoris alemanys de la dinastia dels Habsburg, i es va aliar amb França i Espanya contra Àustria pel tractat de Nymphenburg. Una força combinada franco-bavaresa va creuar el Rin el 15 d'agost avançant al llarg del Danubi cap a Viena, capturant Linz el 14 de setembre, i units amb un exèrcit saxó de 20.000 homes, van avançar cap a Praga des de tres punts diferents, trobant inicialment poca resistència. Al cap de poc, els austríacs tenien un exèrcit a Tábor, mentre que Wilhelm Reinhard von Neipperg es va haver de retirar de Silèsia per defensar Viena. Mentre Frederic completava la seva conquesta de Silèsia, Maurici de Saxònia va prendre Praga el 26 de novembre de 1741, permetent que el dia 9 de desembre de 1741 Carles Albert de Baviera fos coronat rei de Bohèmia el 9 de desembre de 1741 a Praga i el 24 de gener de 1742 a proposta del príncep-elector de Colònia, Clement August de Baviera, proclamat emperador del Sacre Imperi Romanogermànic, privant els Habsburg d'un títol electiu que ostentaven ininterrompudament des del segle xiv. Maria Teresa, que havia obtingut el suport econòmic i diplomàtic de la Gran Bretanya va acabar amb Khevenhüller derrotant decisivament un exèrcit franco-bavarès a la batalla de Sankt Pölten, avançant pel Danubi i capturant Linz recuperant Bohèmia i l'Alta Àustria, mentre una segona columna comandada per Johann Bärenklau es movia a través del Tirol prenent Múnic.
Al centre d'Itàlia l'exèrcit aliat de 40.000 espanyols i napolitans amb el propòsit de conquerir el ducat de Milà sota el comandament del duc de Montemar havia avançat cap a Mòdena, i el duc de Mòdena Francesc III d'Este, s'havia aliat amb ells, però el comandant austríac Otto Ferdinand von Traun va capturar Mòdena i obligar el duc a signar la Convenció de Torí per la que el Regne de Sardenya canviava de bàndol, però Frederic va derrotar de nou els austríacs a la batalla de Chotusitz en 1742, signant el Tractat de Berlín i el Tractat de Breslau en 1742, Maria Teresa es veié obligada a lliurar Silèsia a Prússia i va recuperar Praga.
A la batalla de Dettingen el juny de 1743, l'«Exèrcit Pragmàtic» (Gran Bretanya, Àustria, el Regne de Hannover i Hessen-Kassel) va derrotar els francesos i el 13 de setembre, Carles Manuel III de Sardenya, Maria Teresa d'Àustria i Gran Bretanya van acordar el Tractat de Worms, destinat a expulsar Espanya d'Itàlia. Els austríacs van cedir tots els seus territoris a l'oest del riu Ticino i el llac Major, juntament amb terres al sud del riu Po a canvi de la renúncia a la pretensió de Carles Manuel a l'estratègic Ducat de Milà, va garantir la Pragmàtica Sanció i va proporcionar 40.000 soldats, pagats per Gran Bretanya. França i Espanya van respondre amb el Segon Pacte de Família a l'octubre, i Lluís XV de França va començar plans per envair els Països Baixos austríacs. L'any va acabar amb Saxònia acordant un pacte de defensa mútua amb Àustria, deixant Prússia aïllada i enfrontant-se a una nova ofensiva mentre Maria Teresa buscava recuperar Silèsia.
En la batalla de Fontenoy el maig de 1745 a Flandes, els francesos, al comandament de Maurici de Saxònia, van derrotar els anglesos i als austríacs, dirigits pel duc de Cumberland, i van iniciar la conquesta dels Països Baixos austríacs, que va acabar amb la victòria francesa a la batalla de Rocourt a Rocourt (Principat de Lieja) en octubre de 1746.
A Itàlia es van enfrontar espanyols i francesos, d'una banda, i austríacs per un altre. Després de la batalla de Saint-Tropez la flota anglesa es van dirigir a la costa catalana i va seguir patrullant el mediterrani, i es presentà a Nàpols aconseguint la retirada dels 20.000 homes que el Regne de les Dues Sicílies havia enviat en suport del Regne d'Espanya en la guerra. però la derrota anglesa a la batalla de Toló a principis de 1744 va fer que la flota francoespanyola que s'escapava va poder lliurar tropes i subministraments a l'exèrcit espanyol a Itàlia, fent girar de manera decisiva la guerra al seu favor.
A la mort de Carles Albert de Baviera en 1745, França no va fer cap esforç per bloquejar l'elecció del duc Francesc, que va ser proclamat emperador Francesc I el 13 de setembre. Com a emperador, tenia poc poder veritable, perquè Maria Teresa havia decidit que el seu marit no l'havia de privar mai del control sobirà dels seus dominis hereditaris. Reforçada per aquesta important victòria política, Maria Teresa va continuar els seus intents de recuperar Silèsia, només per ser derrotada una vegada més a la batalla de Soor el 30 de setembre. El 15 de desembre, els prussians van forçar Saxònia a sortir de la guerra amb la victòria a la batalla de Kesselsdorf, que va conduir al Tractat de Dresden el 25.
La Guerra del rei Jordi va constituir la fase americana de la Guerra de Successió Austríaca i la primera de les guerres carnàtiques va constituir la fase Índia de la guerra, ambdues lliurades entre França i Gran Bretanya.

## Tractat d'Aquisgrà (1748)
El tractat d'Aquisgrà va posar fi a la Guerra de Successió Austríaca a 1748, així com a l'anomenada Guerra del rei Jordi. Establia que totes les conquestes dutes a terme durant la mateixa fossin retornades als seus propietaris originals. Maria Teresa I conservar els seus territoris, llevat Silèsia, que va ser cedida a Prússia. Felip V d'Espanya, tot i portar dos anys mort, va aconseguir els ducats de Parma, Plasencia i Guastalla. El tractat va tornar Louisbourg (Canadà) a França i va lliurar Madràs (Índia) als britànics.
La decisió d'Àustria de recuperar Silèsia va portar a la Guerra dels Set Anys (1756-1763), que va donar continuació al conflicte entre França i Gran Bretanya per les seves colònies a Amèrica i l'Índia.